# Štěpánka Mikešová
Štěpánka Mikešová, rozená Löwingerová (11. listopadu 1906, Ždánice – 17. srpna 1942, Koncentrační tábor Osvětim) byla obyvatelka Lidic židovského původu, oběť holokaustu. Interpretace toho, kdo ji udal gestapu, vyvolala spor, kterého se zúčastnili politici i historici.

## Život
Štěpánka Mikešová pocházela z rodiny židovského obchodníka ve Ždánicích Mořice Löwingera. Před sňatkem, v prosinci 1938, vystoupila ze židovské obce.
Dne 1. února 1939 se v Solivaru provdala za Františka Mikeše (1901–1942), důchodního při ministerstvu zemědělství. Téhož roku se rozvedli, dle názoru historiků se jednalo o fiktivní rozvod, který měl zabránit propuštění Františka Mikeše ze státní služby z důvodu manželství s Židovkou. František Mikeš zemřel 22. března 1942 v kladenské nemocnici. František a Štěpánka Mikešovi žili v té době v Lidicích č. 93.
Štěpánku Mikešovou zatkli pro židovský původ 2. června 1942 čeští četníci Evžen Ressl a František Caba a předali gestapu v Kladně. Byla zavražděna v koncentračním táboře v Osvětimi 17. srpna téhož roku.

## Spor politiků a historiků
Historik Vojtěch Kyncl uvedl ve své publikaci Lidice: Zrození symbolu, že Štěpánku Mikešovou udala její bytná v Lidicích Alžběta Doležalová proto, že se jako Židovka nehlásila. Svůj závěr opírá o úřední záznam z 11. prosince 1945, který učinil nový velitel četnické stanice Evžen Ressl pro Politické zpravodajství ministerstva vnitra v rámci vyšetřování vyhlazení Lidic, které v té době se ještě vyšetřovalo a zároveň v té době Ressl čelil od jara 1945 obviněním z kolaborace s Němci. Památník Lidice její památku nepřipomínal. Média si osudu Štěpánky Mikešové povšimla až poté, co Česká televize odvysílala v červnu 2019 reportáž V předvečer tragédie.
Pořad České televize se po odvysílání stal politickou záležitostí. Dne 7. 8. 2019 zaslaly Jana Bobošíková (předsedkyně lidické pobočky ČSBS) a Veronika Kellerová (starostka Lidic) Radě pro rozhlasové a televizní vysílání stížnost, podle které pořad porušil vyváženost a objektivitu vysílání. Ministr kultury Lubomír Zaorálek vyzval Martinu Lehmannovou, ředitelku Památníku Lidice pro nedostatek empatie k přeživším k rezignaci. Lehmannová, která mj. zastávala názor, že Památník Lidice by se měl případem Štěpánky Mikešová zabývat a že by v Památníku měla být připomenuta, po výzvě ministra kultury v lednu 2020 na funkci rezignovala.
Historiky dělí názor na věrohodnost poválečného zápisu, který učinil Evžen Ressl, a na to, je-li vůči potomkům zavražděných z Lidic etické zveřejnění závěrů bádání. Kompletní studii k případu zveřejnil Vojtěch Kyncl v recenzovaném odborném Časopise Matice moravské 1. července 2021 (Aktuálně.cz odmítly studii zveřejnit). Vyplývá z něj, že Vojtěch Šustek manipuloval s prameny a Eduard Stehlík odeslal k posouzení jen vybrané části dokumentů zveřejněné 2. června 2020 v reportáži Českého rozhlasu, navíc z pozice ředitele PL financoval vytvoření posudků u vybraných historiků, kteří nebyli v archivu. Vynecháno pak bylo svědectví poslední lidické žijící ženy Jaroslavy Skleničkové, která o udání napsala ve své knize Vzpomínky mě stále tíží v roce 2016. 15. července 2021 měla být kauza opět tématem jednání Volebního a mediálního výboru PSP ČR, kam byla pozvána starostka Lidic Veronika Kellerová, Eduard Stehlík a Vojtěch Šustek. Volební a mediální výbor měl vyvinout tlak na odvolání generálního ředitele ČT Petra Dvořáka. Poté, co režisérka Olga Sommerová přizvala k jednání Vojtěcha Kyncla a členům výboru byla předána mezinárodní vědeckou radou schválená vědecká studie "Zapomenut je ten, jehož jméno je zapomenuto", bylo zasedání výboru zrušeno. Jméno židovské oběti Štěpánky Löwingerové bylo z památníku opět odstraněno.[zdroj?]
2. června 2022, v den osmdesátého výročí zatčení Štěpánky Mikešové-Löwingerové protektorátními četníky, byl na pietním území v Památníku Lidice v místech domu č. p. 93, kde žila v domě rodiny Doležalových, odhalen Stolpersteine k uctění její památky. Za přítomnosti zástupců Federace židovských obcí, Pražské židovské obce, Památníku Terezín a dalších hostů se tak Štěpánka Mikešová pomyslně navrátila do prostoru, kde prožila poslední tři roky svého života.